# Guy Verhofstadt
Guy Verhofstadt (Dendermonde, 11 de abril de 1953) es un político belga del ámbito nacional y europeo. Fue líder de ALDE entre 2009 y 2019, así y como su portavoz en el grupo parlamentario homónimo del Parlamento Europeo. Entre 1999 y 2008 ocupó el cargo de primer ministro de Bélgica, poniendo final a medio siglo de alternancia entre socialistas y populares.
En origen admirador del thatcherismo, Verhofstadt evolucionó a un liberalismo con acentos sociales y progresistas. Su primer Gobierno (1999-2003), acometió una reforma que promovió leyes sociales (eutanasia, matrimonio entre personas del mismo sexo) y, en política exterior, se opuso a la invasión de Irak de 2003 y alentó la creación de una Unión Europea (UE) autónoma de la OTAN.
En 2009 fue elegido miembro del Parlamento Europeo y se convirtió en el líder de ALDE.

## Biografía
Guy Verhofstadt nació el 11 de abril de 1953 en Dendermonde, Bélgica. Creció en Flandes, en la región de Gante e hizo sus estudios primarios en la escuela municipal de Ledeberg. Ingresó en la Universidad de Gante para estudiar derecho entre 1971 y 1975.

## Trayectoria política
Guy Verhofstadt acepta el cargo de secretario de Willy De Clercq en 1977, que es presidente del Partido Liberal Flamenco (PVV) en esta época. En 1982, se convertirá en presidente del PVV con 29 años. Entrará en la Cámara de Representantes, en 1985. En el mismo año, el Rey Balduino I de Bélgica lo nombra vice primer ministro y ministro de Economía, de la Política científica y del Plan, en el gobierno de Martens VI. Sus visiones radicales de la economía y su juventud, le valdrán el sobrenombre de «Baby Thatcher». Después de su tentativa fallida de formar un gobierno en 1991, entra en la oposición y transforma el PVV en el Vlaamse Liberalen en Democraten (VLD). Dimite, después del fracaso electoral de su partido, para volver en 1997 con unas ideas políticas menos radicales.

### Primer ministro belga (1999-2008)
En las elecciones federales belgas de 1999, su partido alcanza el 22% de los votos y llega al poder con una coalición de liberales, socialistas y ecologistas. El 11 de julio de ese mismo año es investido primer ministro, cargo que llevaba sin ser ocupado por un liberal desde antes de la Segunda Guerra Mundial. Además, este fue el primer gobierno belga sin los cristianodemócratas desde 1958 y el primero de la historia de Bélgica en incluir a un partido verde.
Durante su primer mandato, una de las crisis internacionales más importantes fue la guerra de Irak, en la cual la posición mantenida fue de rechazo desde el primer momento, como Francia, Rusia o Alemania.
En las elecciones belgas de 2003, los liberales y los socialistas obtienen buenos resultados, pero los partidos verdes que formaron parte de la coalición de la anterior legislatura se quedan prácticamente fuera del parlamento. Esta vez la formación de gobierno se demoró más que en las anteriores elecciones debido a que el número de votos y escaños de los dos partidos principales que formarían parte de coalición gobernante eran muy similares.
En las Elecciones generales en Bélgica de 2007, gana la derecha flamenca, el partido CD&V de Yves Leterme que sucede a Verhofstadt.

### Unión Europea
Verhofstadt es partidario del federalismo europeo y ha participado activamente en la política de la Unión Europea (UE). Fue candidato a ser el Presidente de la Comisión Europea en 2004, lo cual no consiguió por las reticencias británicas.
Fue el líder de la Alianza de los Liberales y Demócratas por Europa entre 2009 y 2019. En septiembre de 2010 participó en la creación del Grupo Spinelli en el Parlamento Europeo. El Grupo Spinelli es una red de ciudadanos, grupos de expertos, ONG, universitarios, escritores y políticos a favor de una Europa federal.
Durante la crisis del euro defendió la emisión de "eurobonos" y criticó el conservadurismo financiero de la canciller alemana Angela Merkel. En 2014 volvió a ser aspirante a presidir la Comisión Europea en nombre de la ADLE. Sin embargo el elegido fue Jean-Claude Juncker.
En septiembre de 2016 fue elegido por el Parlamento Europeo como representante de la Unión Europea en las negociaciones para la salida del Reino Unido de la UE.

#### La UE post-Brexit

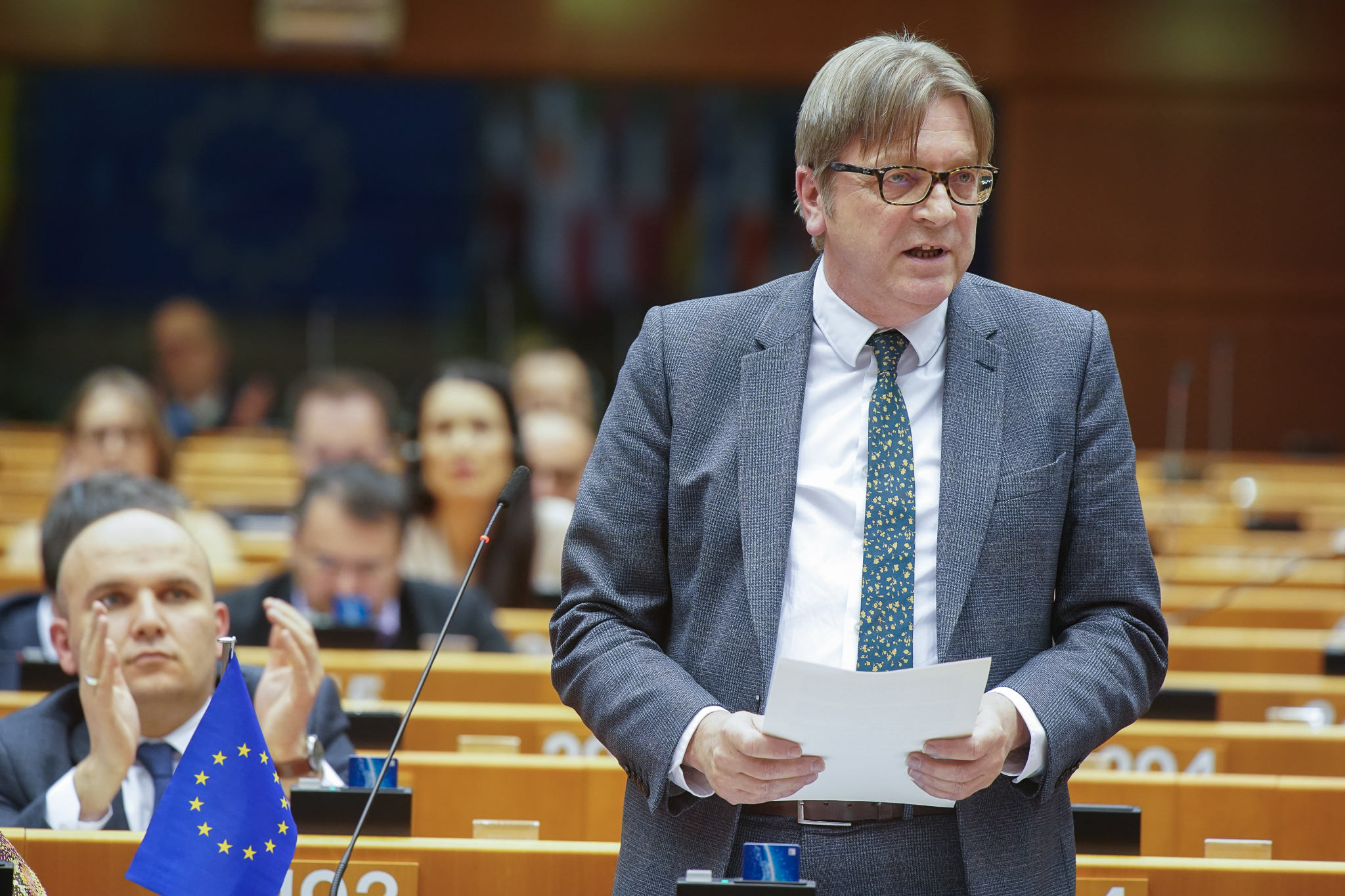
Verhofstadt fue designado como presidente de la Conferencia sobre el futuro de Europa.

En 2020, la idea del presidente Emmanuel Macron para una "Conferencia de Reforma" fue adoptada por la Comisión y el Parlamento Europeo. Aunque inicialmente la conferencia sobre el futuro de Europa debía comenzar en mayo de ese año, la iniciativa fue pospuesta hasta septiembre por la crisis de pandemia de enfermedad por coronavirus. Considerada como antesala de posibles reformas, el punto final del proceso en 2022 coincidiría con un relevo en el poder en Alemania (la canciller Angela Merkel llega al final de su mandato en 2021) y con la renovación de Macron como presidente o su relevo si pierde las elecciones en primavera de 2022.
La Conferencia tiene la intención de aprovechar estas reflexiones y las contribuciones de las organizaciones no gubernamentales (ONG) y los ciudadanos. Las propuestas resultantes de la Conferencia que entren dentro de las competencias actuales de la UE pueden ser implementadas por la Comisión, que cuenta con un mandato para ello. Por otro lado, si se va a realizar una reforma de los tratados, necesariamente se implementará el mecanismo de una Convención o, para una revisión menor, de una conferencia intergubernamental (CIG). En cualquier caso, el texto resultante deberá ser ratificado en todos los Estados miembros.
El Parlamento desea organizar hasta seis reuniones de ciudadanos, cada una con 200 representantes de los Estados miembros, en el transcurso de dos años. En una resolución, el Parlamento reclamó que las recomendaciones de la Conferencia se traduzcan en propuestas legislativas, incluso en una reforma de los Tratados. Por su parte, la Comisión propuso organizar el trabajo en dos líneas paralelas. La primera se centrada en prioridades como el cambio climático, la transformación digital o el refuerzo del peso de la Unión en la escena internacional. La segunda se enfocada en cuestiones institucionales, como el modo de elección del presidente de la Comisión o las listas trasnacionales de cara a las elecciones al Parlamento Europeo de 2024.
En este contexto, Verhofstadt apoyó abiertamente la creación de un fondo de reconstrucción europeo.

## Obras
- —— (2017). Europe’s Last Chance: Why the European States Must Form a More Perfect Union.[21]